# ヒュー・コータッツィ
サー・アーサー・ヘンリー・ヒュー・コータッツィ（Sir Arthur Henry Hugh Cortazzi, 1924年5月2日 - 2018年8月13日）は、イギリスの元外交官。
1980年から1984年まで駐日英国大使で、日本アジア協会の代表(1982–1983)、ロンドン日本協会の代表(1985–95)も務めた。数多くの日英関係史を、編著も含め多く刊行した。ジャパンタイムズにも度々投稿していた。

## 略歴
父親が教師をしていたカンブリア (イングランド)にあるボーディング・スクール「セドバー・スクール」を出たあと、セント・アンドリュー大学で学ぶ。戦争のため日本語通訳育成が必要となったことから、セント・アンドリュー大学では日本語学習者を募集しており、1943年から4年間、イギリス空軍で働くかたわら、日本語も学び始める。駐留したシンガポールでは上官らの日本語通訳を務め、1946年初来日し1年3か月間駐在。この経験から外交官になることを決め試験を受けたが、成績が足りなかったことと、名門のオックスブリッジ卒でなかったこともあり、叶わなかった。1947年から2年間、ロンドン大学の東洋アフリカ研究学院で日本語を学び、再び外交官試験を受けて合格し、外務省に入る。
外交官としてシンガポールを経て1951年から3年間東京勤務。ドイツのボン駐在後、1961年から4年間と、1966年から4年間東京駐在。王立防衛大学で学んだ後、ワシントンD.C.駐在。1975年より駐米大使次官代理となり、外務・英連邦省より1980年に駐日大使を任命される。同年、聖マイケル・聖ジョージ勲章を受けナイト叙任。大使退任後はロイズTSB傘下のオフショア・プラベート銀行（租税回避地銀行）Hill Samuel & Coの役職につき、また、日英関係の執筆などの仕事を続けていた。2018年8月13日にロンドンにて死去。94歳没。

## 日本大使館コレクション盗難事件
コータッツィらがロンドン日本協会(日本大使が代表を務める日英協会)に寄付し、在英国日本国大使館（大使林貞行）内に保管されていた古書・古地図のコレクションの一部が盗まれ、クリスティーズのオークションにかけられていたことが2000年に発覚した。事の発端は、コータッツィが大英博物館近くの古書店で、自分が寄贈した本2点が売られているのを発見したことで、警察の捜査の結果、約150点が大使館倉庫から盗まれ、その一部が国内外の古書店やオークションに流通していることがわかった。
ロンドン日本協会から蔵書整理要員として大使館図書館へ派遣されていた英国人男性が事件発覚後、一部窃盗を認めた。蔵書はロンドン日本協会が設立以来100年に渡って集めた稀覯本の一部で、盗まれた本には、市場価格数百万円のものも含まれ総額数千万円にのぼると見られている。犯人は盗品を除外して蔵書目録を作成するなどして犯行を隠蔽していた。同コレクションは研究者にすら原則非公開とされていた一方、犯人は3年間に渡って窃盗を続けており、日本大使館の杜撰な管理ぶりが指摘された。

## 家族・私生活
息子のウィリアム・ジュリアン(1961年 - )は、ウェストミンスター・スクール、インペリアル・カレッジ・ロンドンを卒業後、インペリアル・ケミカル・インダストリーズ（ICI、2008年アクゾノーベル(AkzoNobel)により買収）に勤務、米国在住。ほかに娘が2人おり、3人とも日本生まれ。
1960年代の日本駐在中、コータッツィ一家は毎年夏になると軽井沢で7月と8月の2ヶ月を過ごした。平日は妻と子供だけであったが、ヒューは毎夏、一回は約一週間の休暇をとって軽井沢で過ごし、それ以外は金曜の夕方の汽車で東京を出て、日曜の夕方遅く東京に帰ってくるという生活を繰り返していた。妻は軽井沢で日本語を勉強し、一家は日本語で生活していたという。

## 著書
- 自伝：Japan and Back, and places elsewhere (Global Books Ltd., 1998) ISBN 1901903206
  - 『日英の間で-ヒュー・コータッツィ回顧録』（松村耕輔訳、日本経済新聞社, 1998年）ISBN 453216284X

日英関係（一部）
- 『東の島国 西の島国』（中央公論社, 1984年／中公文庫, 1986年）ISBN 4122013828
- 『続 東の島国 西の島国』（松村耕輔訳、中央公論社, 1987年）ISBN 4120015831
- Dr. Willis in Japan, 1862-1877: British medical pioneer, Hugh Cortazzi, London: Athlone Press, 1985, ISBN 0485112647
  - 『ある英人医師の幕末維新―W・ウィリスの生涯』（中須賀哲朗訳、中央公論社, 1985年）ISBN 412001388X
- Victorians in Japan: In and Around the Treaty Ports, Athlone Pr, 1987
  - 『維新の港の英人たち』（中須賀哲朗訳、中央公論社, 1988年）ISBN 4120017133 - 抜粋版
- The Japanese Achievement, Sidgwick & Jackson, 1990
- Britain and Japan 1859-1991: Themes and Personalities, Routledge, 1992
- Modern Japan: A Concise Survey, Palgrave Macmillan, 1993
- Building Japan 1868-1876 by Richard Henry Brunton with an introduction by Hugh Cortazzi, RoutledgeCurzon, 1995, ISBN 1873410050
- The Japanese Achievement, Hugh Cortazzi, London: Sidgwick & Jackson 1990, ISBN 031204237X
- Britain & Japan : Biographical Portraits, Hugh Cortazzi, Curzon Pr, 2003, ISBN 190335014X
- British Envoys in Japan 1859–1972, edited and compiled by Hugh Cortazzi, Global Oriental 2004, ISBN 1-901903-51-6
- Hugh Cortazzi - Collected Writings Routledge, 2013.

関連編著
- Mitford's Japan : Memories and Recollections, 1866-1906, Athlone Press, 1985. Format: Paperback, Revised edition, 2003, ISBN 1903350077. Routledge, 2014
  - 『ある英国外交官の明治維新－ミットフォードの回想』（中須賀哲朗訳、中央公論社, 1986年）ISBN 4120014916
- メアリー・フレイザー『英国公使夫人の見た明治日本』（横山俊夫訳、淡交社, 1988年）
- 『英国と日本　架橋の人びと』（ゴードン・ダニエルズと共編、大山瑞代訳、思文閣出版, 1998年）ISBN 4784209778
- Kipling's Japan, with George Webb, Continuum International, 1988.
  - ラドヤード・キプリング『キプリングの日本発見』（ジョージ・ウェッブと共編、加納孝代訳、中央公論新社, 2002年）
- 『歴代の駐日英国大使-1859-1972』（日英文化交流研究会訳、文真堂, 2007年）ISBN 4830945877

英訳出版
- The Thames And I: A Memoir Of Two Years At Oxford, Prince Naruhito, Global Oriental, 2006. Renaissance Books（ペーパーバック）, 2019 
  - 『テムズとともに -英国の二年間-』徳仁親王。ISBN 978-1905246069

## 関連文献
- 大庭定男『戦中ロンドン日本語学校』 中央公論社〈中公新書〉、1988年2月

「第6章　日本進駐軍への参加」（ヒュー・コータッツィ―中国地方での勤務ほか)

## 関連記事
- 日英関係